# Målilla
Målilla er et byområde i Hultsfreds kommun i Kalmar län i Sverige. I 2010 var indbyggertallet 1.524.